# Gems (album)
Gems kompilacijski album američke hard rock skupine Aerosmith koji izlazi u listopadu 2004.g., a objavljuje ga diskografska kuća "Columbia Records".
Ovo je njihov prvi kompilacijski album sa studijskim materijalom, nakon izlaska albuma Greatest Hits iz 1980.g. Koncentrirajući se uglavnom na materijal koji je zabilježio veći uspjeh na radio postajama a dolazi je s albuma Greatest Hits, koji je poznat po hit singlovima, a uključuje prethodno objavljenu studijsku verziju skladbe "Chip Away The Stone".

## Popis pjesama
1. "Rats in the Cellar" (Steven Tyler, Joe Perry) – 4:06 (s albuma Rocks.)
2. "Lick and a Promise" (Tyler, Perry) – 3:05 (s albuma Rocks.)
3. "Chip Away the Stone" (Richard Supa) – 4:01
4. "No Surprize" (Tyler, Perry) – 4:26 (s albuma Night in the Ruts.)
5. "Mama Kin" (Tyler) – 4:27 (s albuma Aerosmith.)
6. "Adam's Apple" (Tyler) – 4:34 (s albuma Toys in the Attic.)
7. "Nobody's Fault" (Tyler, Brad Whitford) – 4:18 (s albuma Rocks.)
8. "Round and Round" (Tyler, Whitford) – 5:03 (s albuma Toys in the Attic.)
9. "Critical Mass" (Steven Tyler, Tom Hamilton, Jack Douglas) – 4:52 (s albuma Draw the Line.)
10. "Lord of the Thighs" (Tyler) – 4:14 (s albuma Get Your Wings.)
11. "Jailbait" (Tyler, Jimmy Crespo) – 4:39 (s albuma Rock in a Hard Place.)
12. "Train Kept A-Rollin'" (Tiny Bradshaw, Howard Kay, Lois Mann) – 5:41 (s albuma Get Your Wings.)

## Osoblje
Aerosmith
- Brad Whitford - ritam gitara
- Joe Perry - prva gitara, prateći vokali
- Jimmy Crespo - prva gitara
- Rick Dufay - ritam gitara
- Tom Hamilton - bas-gitara
- Steven Tyler - prvi vokal, usna harmonika, pianino, producent
- Joey Kramer - bubnjevi, udaraljke

Gostujući glazbenici
- David Woodford - saksofon
- Richard Supa - pianino
- Scott Cushnie - pianino

Ostalo osoblje
- David Krebs - Izvršni producen
- Steve Leber - Izvršni producent
- Gary Lyons - Producent
- Adrian Barber - Producent
- Tony Bongiovi - Producent
- Jack Douglas - Producent
- Ray Colcord - Producent
- Don DeVito - Digitalni producent
- John Ingrassia - Administrator projekta
- James Diener - Direktor projekta
- Mark Wilder - Montaža, Aranžer, Digitalni Mastering
- Keith Garde - Kreativni Supervizor
- Caroline Greyshock - Fotografija
- Jimmy Ienner, Jr. - Fotografija
- Darren S. Winston - Kreativni savjetnik
- Joel Zimmerman - Art Supervizor
- Lisa Sparagano - Dizajn
- Ken Fredette - Dizajn
- Vic Anesini - Digitalni Mastering

## Top ljestvica
Album - Billboard (Sjeverna Amerika)
| Godina | Top ljestvica     | Pozicija |
| ------ | ----------------- | -------- |
| 1988.  | The Billboard 200 | #133     |

## Certifikat
| Organizacija | Naklada | Datum              |
| ------------ | ------- | ------------------ |
| RIAA - SAD   | Zlatni  | 16. kolovoza 1996. |

## Vanjske poveznice
- Gems - MusicBrainz
- discogs.com - Aerosmith - Gems